# Mando Naval (Marineleitung)
En la Armada de la República de Weimar (Reichsmarine) – subordinada al Ministerio de Defensa (Reichswehrministerium) – había una única autoridad de mando y administración. Primero se llamó Reichsmarineamt, luego Almirantazgo, más tarde Marineleitung y por último Mando Supremo de la Armada (Oberkommando der Marine, OKM).
Varias veces durante la República de Weimar se exigió someter el Mando Naval al del Ejército (Heeresleitung), lo que se logró evitar incluso gracias al apoyo del Ejército (del coronel general Hans von Seeckt).

## Formación a partir del Almirantazgo
Poco después del fin de la Primera Guerra Mundial, el 14 de noviembre de 1918, el Estado Mayor del Almirantazgo (Admiralstab) de la Marina Imperial quedó subordinado al Mando Naval (Reichsmarineamt), pero por decreto del Presidente del 15 de julio de 1919, sus poderes fueron transferidos al Almirantazgo (Admiralität). Finalmente, el 15 de septiembre de 1919 fue disuelto el Estado Mayor del Almirantazgo, de cuyas funciones se hizo cargo el Mando del Almirantazgo (Kommandoamt der Admiralität).
Jefes del Almirantazgo
- Contraalmirante Adolf von Trotha --- 26 de marzo de 1919 al 22 de marzo de 1920

- Contraalmirante William Michaelis --- 22 de marzo al 31 de agosto de 1920

- Vicealmirante Paul Behncke --- 1 al 14 de septiembre de 1920

## Estructura y funciones del Mando Naval
El Mando Naval surgió el 15 de septiembre de 1920 mediante el cambio de nombre del Almirantazgo. A él estaba subordinado el Departamento de Mando Naval (Marinekommandoamt, A), compuesto por una Sección de Operaciones, otra de Organización, un Servicio Naval de Información, una Sección de Educación y una Sección de la Flota; el Departamento General de Marina (B), con una sección de Astilleros de la Armada, Armamento Naval, Náutica y Sección de Ciencia Militar (Archivo de la Armada); y el Departamento de Administración Naval (C), con Sección de Personal, Presupuestos, Justicia y otras secciones menores.
Jefes del Mando Naval
- Vicealmirante/almirante Paul Behncke --- 15 de septiembre de 1920 al 25 de septiembre de 1924

- Vicealmirante Hans Zenker --- 18 al 30 de septiembre de 1924 (como suplente)

- Almirante Hans Zenker --- 1 de octubre de 1924 a 30 al 30 de septiembre de 1928

- Almirante Erich Raeder --- 1 de octubre de 1928 al 30 de mayo de 1935

## Cambio de nombre a Oberkommando der Kriegsmarine
El 1 de junio de 1935 la Reichsmarine cambió de nombre y pasó a llamarse Kriegsmarine. El mismo día, el Mando Naval pasó a llamarse Mando Supremo de la Armada (Oberkommando der Kriegsmarine, OKM).